# نمک حرام
نمک حرام (انگلیسی: Namak Haraam) یک فیلم ساخت هند است که در سال ۱۹۷۳ منتشر شد. از بازیگران آن می‌توان به راجش خانا، آمیتاب باچان، رکها، سیمی گریوال و آسرانی اشاره کرد.

## خلاصه داستان
ویکرام و سومو دو دوست صمیمی هستند که همانند برادر به هم نزدیک اند. ویکرام از طبقه ثروتمند و سومو از قشر متوسط جامعه است. زمانی که ویکرام بخاطر کسالت پدرش برای مدتی اداره کارخانه را بعهده می‌گیرد با رئیس اتحادیه کارگران یعنی بیپین لال درگیر می‌شود و کارگران بخاطر این موضوع اعتصاب می‌کنند. ویکرام به اصرار پدرش از بیپین لال عذرخواهی می‌کند ولی حس تحقیر او را رها نمی‌کند. وقتی سومو ماجرا را می‌فهمد برای انتقام با نام چاندار بعنوان کارگر وارد کارخانه می‌شود. رفته رفته با به راه انداختن نمایش و بازی‌های مختلف سومو اعتماد کارگران را جلب می‌کند و خودش بجای بیپین لال رئیس اتحادیه می‌شود. اما وقتی بازی انتقامش به اتمام می‌رسد خود را ملزم به یاری کارگران می‌بیند و این بار واقعا به کمک آنها می‌شتابد. همین موضوع سبب می‌شود که دوستی او و ویکرام دیگر مثل قبل نباشد و ...

## جوایز
- جایزه بهترین بازیگر نقش اول مرد انجمن روزنامه‌نگاران فیلم بنگال برای راجش خانا
- جایزه فیلمفیر بهترین بازیگر نقش مکمل مرد برای آمیتاب باچان